# Molophilus (Molophilus) calceatus
Molophilus (Molophilus) calceatus is een tweevleugelige uit de familie steltmuggen (Limoniidae). De soort komt voor in het Neotropisch gebied.